# Stanley Wilson
Stanley Wilson, född 21 augusti 2006 i Nakuru, Kenya, är en kenyansk fotbollsspelare som spelar för AIK i Allsvenskan och det kenyanska landslaget.

## Klubblagskarriär

### Tidig karriär
Wilson växte upp i Kariobang, en stadsdel i Kenyas huvudstad Nairobi. Han började spela fotboll för Darajani Gogo i ung ålder och värvades sedan av Kariobangi Sharks som spelade i Kenyan Premier League, den högsta fotbollsligan i landet.
I januari 2024 bjöd den svenska klubben AIK in Wilson till ett provspel med klubben då laget skulle genomföra ett träningsläger i Marbella under försäsongen.

### AIK
Den 22 augusti 2024 värvades Wilson av AIK, där han skrev på ett kontrakt fram till och med den 31 december 2027.
Wilson gjorde sin debut för klubben den 31 augusti 2024 i en 1–0-vinst över IFK Värnamo på Finnvedsvallen då han bytes in inför den andra halvleken mot Onni Valakari.

## Landslagskarriär

### Kenya
Under landslagsuppehållet i september 2023 togs Wilson ut till det kenyanska landslaget av den turkiske förbundskaptenen Engin Fırat, och han satt den 12 september 2023 på bänken i möte med Sydsudan som slutade med en 1–0-förlust, Wilson fick däremot ingen speltid i matchen.
Wilson gjorde sin debut för Kenyas landslag den 30 juni 2024 i en 2–0-förlust mot Komorerna då han bytes in i den 55:e matchminuten mot John Ochieng.